# Б-ћелија
Б-ћелије или Б-лимфоцити су главне ћелије хуморалног имунског одговора које настају у костној сржи.
Њихова главна ефекторска функција је секретовање антиген-специфичних антитела. Такође, Б-ћелије луче различите цитокине и презентују антигене, због чега оне спадају у професионалне антиген-презентујуће ћелије (АПЋ).

## Развиће
Б-ћелије се диференцирају из матичних ћелија хематопоезе (МЋХ) које се налазе у костној сржи.  МЋХ се најпре диференцирају у мултипотентне прогениторске ћелије (МПП), потом у заједничке лимфоидне ћелије прогениторе (ЗЛП). Затим, њихова диференцијација у Б-ћелије одиграва се кроз неколико стадијума (приказаних десно), од којих је сваки означен обрасцима генске експресије и продукцијом имуноглобулинских Ха ланаца и Ел ланаца реаранжирањем генских лоукса, које потиче од проласка Б-ћелија кроз фазу В(Д)Ј рекомбинације током развића.
Б-ћелије пролазе кроз два стадијума селекције у току њиховог развоја у костној сржи, како би се осигурало њихово адекватно развиће, од којих оба укључују Б-ћелијске рецепторе (БЋР) на плазма мембрани. Позитивна селекција се одиграва кроз антиген-независне сигналне путеве који укључују и пре-БЋР и БЋР. Ако се за ове рецепторе не веже одговарајући лиганд, Б-ћелије не добијају одговарајуће сигнале и престају са развићем. Негативна селекција се дешава приликом везивања за антиген пореклом од ћелије сопственог организма са БЋР-ом; Ако се БЋР снажно веже за сопствени антиген, онда Б-ћелија пролази кроз једну од четири могуће судбине: клонска делеција, рецепторско преуређивање, анергија или имунолошко игнорисање (Б-ћелије игноришу сигнале и настављају развиће). Процес негативне селекције доводи до централне толеранције, у којој зреле Б-ћелије се не везију за антигене сопственог организма у костној сржи.
Како би комплетирали процес развића, незреле Б-ћелије мигрирају из костне сржи у слезину као прелазне Б-ћелије, пролазећи кроз два прелазна стадијума: Т1 и Т2. У току читавог процеса миграције у слезину и након што мигрирају у слезину, оне се сматрају  Т1 Б-ћелијама. У слезини, Т1 Б-ћелије диференцирају се у Т2 Б-ћелије. Т2 Б-ћелије се диференцирају или у фоликуларне (ФО) Б-ћелије или Б-ћелије маргиналне зоне (МЗ), у зависности од сигнала које одбију кроз БЦР и друге рецепторе. Када је окончан процес диференцијације, оне се сматрају зрелим Б-ћелијама или наивним Б-ћелијама.